# جورج فروليش
جورج فروليش (بالألمانية: Georg Fröhlich)‏ هو متسابق دراجات نارية ألماني، ولد في 17 مارس 1988 في روخليتس في ألمانيا.